# ჲ
Ie hay Iota (asomtavruli Ⴢ, nuskuri ⴢ, mkhedruli ჲ, mtavruli Ჲ) là chữ cái thứ 15 trong bảng chữ cái Gruzia.
Trong hệ thống chữ số Gruzia, ჲ có giá trị là 60. Hiện tại ჲ không còn được sử dụng trong tiếng Gruzia.

## Chữ cái
| asomtavruli | nuskuri | mkhedruli |
| ----------- | ------- | --------- |
|             |         |           |

## Mã hóa máy tính
| asomtavruli | nuskuri | mkhedruli |
| ----------- | ------- | --------- |
| U+10C2      | U+2D22  | U+10F2    |